# Kwun Tong-linjen
Kwun Tong-linjen (KTL, engelska: Kwun Tong Line, kinesiska: 觀塘綫) är den äldsta tunnelbanelinjen bland de före detta MTR-linjerna i Hongkongs tunnelbanesystem. Från och med 2016 går den från Whampoa till Tiu Keng Leng. Linjen har sin depå i Kowloon Bay.

## Historik

### Modifierade initiala systemet (1979-1982)
Kwun Tong-linjen lanserades den 10 oktober 1979 som Modifierade initiala systemet (Modified Initial System, MIS) som löper från Kwun Tong till Shek Kip Mei, och förlängdes till Tsim Sha Tsui och till Centralen.

### Lansering av Tsuen Wan-linjen (1982-1989)
Den 10 maj 1982 lanserades Tsuen Wan-linjen, och Kwun Tong-linjen är inte längre en tvärhamnslinje eftersom spåret mellan Yau Ma Tei och Centralen används av Tsuen Wan-linjen.

### Östra tvärhamnstunneln (1989-2002)
Den 6 augusti 1989 lanserades Östra tvärhamnstunneln, och Kwun Tong-linjen förlängdes till Quarry Bay. Tunnelbanestationen Lam Tin invigdes den 9 augusti 1989.
Om man vill byta mellan Island Line och Kwun Tong-linjen, måste man byta genom en lång undergång, och det var inte möjligt att byta med en hiss. Quarry Bay är också den djupast belägna stationen då, så det renderade ett övertrafikeringsproblem. På grund av det förlängdes Kwun Tong-linjen till North Point som är en parallell bytesstation.

## Stationer
| Namn          | Stationsnummer | Förkortning | Öppnad     | Spår (till TIK) | Spår (till YMT) | Anslutande linjer                    | Strukturtyp                                |
| ------------- | -------------- | ----------- | ---------- | --------------- | --------------- | ------------------------------------ | ------------------------------------------ |
| Whampoa       |                | WHA         | 2016-10-23 | 1               |                 |                                      | Undergrund                                 |
| Ho Man Tin    |                | HOM         | 2016-10-23 | 1               | 2               | ca 2018: Öst-väst-linjen (spår 3, 4) | Undergrund                                 |
| Yau Ma Tei    | 069            | YMT         | 1979-12-22 | 3               | 4               | Tsuen Wan-linjen (spår 1, 2)         | Undergrund                                 |
| Mong Kok      | 070            | MOK         | 1979-12-31 | 3               | 4               | Tsuen Wan-linjen (spår 1, 2)         | Undergrund                                 |
| Prince Edward | 080            | PRE         | 1982-05-10 | 3               | 2               | Tsuen Wan-linjen (spår 1, 4)         | Undergrund                                 |
| Shek Kip Mei  | 071            | SKM         | 1979-10-01 | 1               | 2               |                                      | Undergrund                                 |
| Kowloon Tong  | 072            | KOT         | 1979-10-01 | 1               | 2               | Östra järnvägen                      | Undergrund                                 |
| Lok Fu        | 073            | LOF         | 1979-10-01 | 1               | 2               |                                      | Undergrund                                 |
| Wong Tai Sin  | 074            | WTS         | 1979-10-01 | 1               | 2               |                                      | Undergrund                                 |
| Diamond Hill  | 075            | DIH         | 1979-10-01 | 1               | 2               | ca 2018: Öst-väst-linjen (spår 3, 4) | Undergrund                                 |
| Choi Hung     | 076            | CHH         | 1979-10-01 | 1, 2            | 3, 4            |                                      | Undergrund                                 |
| Kowloon Bay   | 077            | KOB         | 1979-10-01 | 1               | 2               |                                      | Övergrund                                  |
| Ngau Tau Kok  | 078            | NTK         | 1979-10-01 | 1               | 2               |                                      | Övergrund                                  |
| Kwun Tong     | 079            | KWT         | 1979-10-01 | 1               | 2               |                                      | Övergrund                                  |
| Lam Tin       | 102            | LAT         | 1989-08-09 | 1               | 2               |                                      | Undergrund och Övergrund                   |
| Yau Tong      | 112            | YAT         | 2002-08-04 | 1               | 2               | Tsueng Kwan O-linjen (spår 3, 4)     | Övergrund (spår 2, 3) På grund (spår 1, 4) |
| Tiu Keng Leng | 113            | TIK         | 2002-08-18 | 1 (Slutstation) | 2               | Tsueng Kwan O-linjen (spår 3, 4)     | Undergrund                                 |